# Abadía de Saalfeld
La Abadía de Saalfeld (en alemán: Benediktinerabtei Saalfeld) fue un importante monasterio medieval benedictino y Abadía Imperial en Saalfeld, Turingia en lo que hoy es Alemania. Como una abadía imperial, el monasterio se encontraba bajo los auspicios directos del sacro emperador romano, y disfrutó de un grado de soberanía equivalente a un pequeño micro Estado, dentro del Imperio. El monasterio existió desde 1071 hasta 1526, cuando fue cerrado y destruido en la época de la Reforma Protestante.
Fundada en 1071 (o 1074), el historiador Lambert de Hersfeld, sostiene que Anno II, arzobispo de Colonia fundó el monasterio benedictino de San Pedro y San Pablo en 1074 dC, con independencia religiosa y un legado de la tierra y sus propios bienes. En 1124 por el Papa Honorio II confirmó la fundación al igual que la archidiócesis de Maguncia el año siguiente. Sus crónicas son las únicas fuentes escritas sobre la historia de la región durante gran parte de la Alta Edad Media.
Durante la Reforma en 1526 el monasterio fue secularizado. El último abad Georg von Thuna vendió el monasterio a los condes de Mansfeld. Después de la reventa de la estructura esta fue destruida durante la Guerra de los campesinos alemanes en 1526.
Entre 1677 y 1720 un palacio real en Saalfeld fue construido en el sitio de la antigua abadía benedictina, cuyos edificios fueron, incluyendo la basílica románica demolidos en 1676. El sitio que ocupaba la abadía ahora es el castillo de Saalfeld.

## Véase también

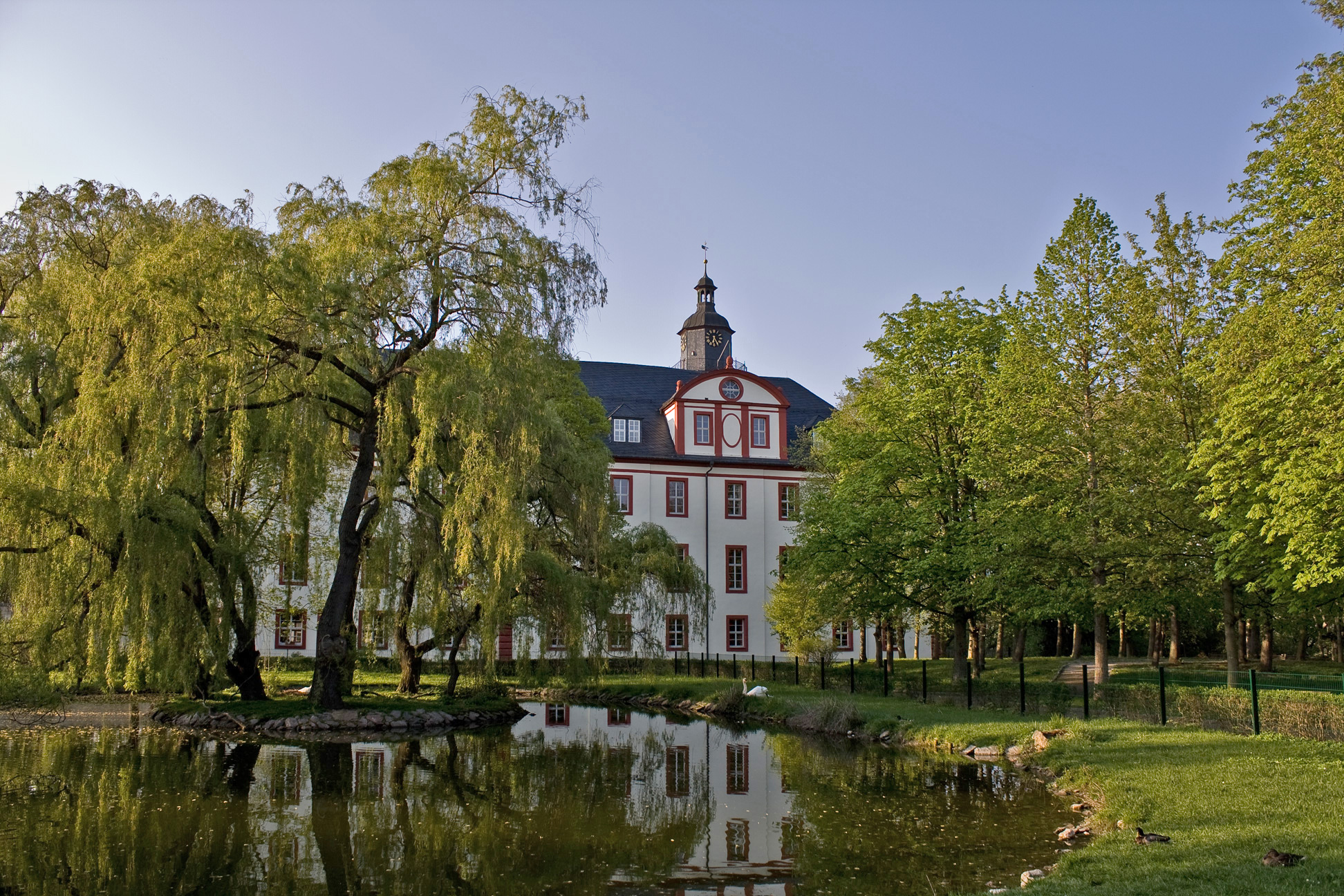
Vista del Palacio de Saalfeld